# Peter Orlovsky
Peter Anton Orlovsky (New York, 8 luglio 1933 – Barnet, 30 maggio 2010) è stato un poeta statunitense.

## Biografia
Nacque nel Lower East Side, un quartiere di Manhattan (New York), l'8 luglio 1933 da padre russo, Oleg Orlovsky, e da madre statunitense, Katherine Schwarten. Dopo avere abbandonato la scuola superiore, Orlovsky fu arruolato come paramedico durante la Guerra di Corea. Nel dicembre del 1954 il pittore Robert La Vigne, a San Francisco, gli presentò Allen Ginsberg. Orlovsky ne divenne il segretario, viaggiò per il mondo assieme a lui, e ne fu il partner in una relazione apertamente omosessuale che sarebbe durata per quattro decenni, fino alla morte di Ginsberg.
La coppia formata da Ginsberg ed Orlovsky, una delle poche ad essere apertamente tali nel periodo pre-moti di Stonewall, è stata ritratta molte volte anche da fotografi celebri, tra cui Richard Avedon. Orlovsky era anche lui poeta: tra le sue opere, si ricorda la raccolta Clean Asshole Poems & Smiling Vegetable Songs. Pur non essendovi accreditato ufficialmente, nel 1978 fu tra i protagonisti del film Renaldo and Clara, scritto e diretto da Bob Dylan, che documenta la tournée del 1975 della Rolling Thunder Revue. Peter Orlovsky muore il 30 maggio 2010 per un tumore ai polmoni. Era ricoverato da tempo nel Karmê Chöling Meditation Center di Barnet, nello stato del Vermont.